# Toni Wolff
Pour les articles homonymes, voir Wolff.
Toni (Antonia Anna) Wolff, née le 18 septembre 1888 et morte le 21 mars 1953, est la première psychanalyste suisse, qui fut d'abord la patiente, puis l'étudiante de Carl Gustav Jung. Plus tard sa relation avec Jung fut basée sur une étroite collaboration dans le domaine psychanalytique.
Durant sa carrière, Toni Wolff se concentra sur la psychologie analytique et fit plusieurs publications. Notamment « Studien zu C.G.Jungs Psychologie », et son travail le plus connu, un essai sur les quatre types de la psyché féminine.
Jung fut officieusement son amant  sur une période d'environ dix ans. Durant ce temps Jung se questionnait sur la « femme », et Toni lui suggérait les termes anima et animus. Jung alla jusqu'à appeler Toni sa « seconde femme », son épouse légitime étant Emma Jung.

## Wolff et l'anima
Toni Wolff travailla à la mise à jour de figures archétypales particulières dont l'amazone, la mère, l'hétaïre (ou courtisane) et la médium. Ses théories dépassaient le cloisonnement habituel (animus pour le masculin chez les femmes et anima pour le féminin chez les hommes); les descriptions et analyses contenues dans son essai sont faites avec finesse[réf. souhaitée].
Selon l'approche classique, les figures féminines anima se révèlent en général aux hommes et les figures masculines animus aux femmes, notamment à travers les rêves. Dans les faits, des exceptions sont constatées (c'est-à-dire que des animus peuvent se révéler aux hommes et des anima aux femmes).
Au cours de l’individuation, le sujet prend progressivement conscience de sa part masculine ou féminine. Chez l'homme l'aboutissement de ce processus se fait en général par la rencontre de la figure de la femme sage.
Selon Toni Wolff, les quatre constituants de l'anima, la part féminine de l'homme sont :
- au 1er niveau, la femme primitive, par exemple : Ève, l'Aphrodite Pandemos, mais aussi les sirènes, les femmes fatales ou Salomé.
- au 2e niveau, la femme d'action, par exemple : Hélène de Troie, Diane chasseresse (ou Potnia Theron), mais aussi les Amazones.
- au 3e niveau, la femme de la sublimation, par exemple : la Vierge Marie, Durga chez les hindous, Isis, Déméter.
- au 4e niveau, la femme sage, par exemple : Sophia, la fée; la Mère universelle (Mahadevi) comme guide ou initiatrice, Mona Lisa.

Chaque niveau correspond à un stade de maturité psycho-affective : 

« L'anima du quatrième niveau, stade le plus élevé correspond à une sagesse transcendante, sous l'image d'Athéna, la Sophia des gnostiques, les initiatrices et les muses. La dimension féminine entre en étroite relation avec la dimension masculine. »

En réalité, l'anima a une fonction régulatrice : 

« La présence d'une figure de l'anima dans le rêve fait en effet toujours supposer l'existence d'une fonction de relation. L'anima représente toujours chez l'homme la fonction de relation. »

## Biographie
La liaison entre Toni Wolff et Jung débute en 1914. Selon le film documentaire Matter of Heart de M. Whitney (1986), c'est après avoir subi son analyse par Jung qu'elle lui demande et obtient que leur relation thérapeutique évolue vers une relation intime. Toni Wolff devient alors une visiteuse régulière chez les Jung, venant travailler le matin jusqu'à l'heure du déjeuner (auquel elle ne participe pas) puis revenant l'après-midi.
Au début des années 1930, Jung commence à s'intéresser à l'alchimie. Pour lui les processus mentaux secrets des alchimistes ont lieu en parallèle au processus d'individuation. Toni Wolff craint de voir Jung se marginaliser s'il continue à se focaliser sur la parapsychologie. Elle invite à lui rendre visite un groupe d'étudiants de l'université, parmi lesquels la brillante mais socialement atypique Marie-Louise von Franz, alors âgée de 18 ans.
Dans sa biographie de Jung, datée de 2003, Deirdre Bair cite Marie-Louise von Franz qui déclare qu'elle a pris sur le plan intellectuel la place de Toni Wolff dans la vie de Jung, ce que Marie-Louise confirma ensuite dans Matter of Heart :

« Sa grande erreur [de Toni Wolff] fut de ne pas se montrer enthousiaste sur l'alchimie. Il fut malheureux pour elle qu'elle ait refusé de suivre Jung sur ce terrain, car il ne l'aurait alors pas délaissée pour travailler avec moi. Il n'aurait utilisé mes services que pour traduire mais aurait placé sa confiance en elle. Mais elle ne s'y intéressait pas. Elle avait trop ce côté légèrement conventionnel chrétien et elle refusa de le suivre. »

La longue liaison de Jung avec Toni Wolff faillit briser son mariage. Emma finit par accepter cette situation, mais ne put jamais admettre que Toni Wolff fut l'invitée régulière des dîners du dimanche. Vers la soixantaine, Toni Wolff souffrit d'arthrite. Elle mourut d'une crise cardiaque au bout de trois ans et Jung n'assista pas à ses funérailles. Elle est inhumée au cimetière d'Enzenbühl (de) à Zurich.